# Чахар-Юицяньци
Хошун Чахар-Юицяньци (кит. упр. 察哈尔右翼前旗, пиньинь Cháhā'ěr Yòuyì Qiánqí, монг. Цахар өвөр баруун хошуу), сокращённо хошун Чаюцянь (кит. упр. 察右前旗, пиньинь CháYòuQián qí) — хошун городского округа Уланчаб автономного района Внутренняя Монголия (КНР). Название хошуна означает «Переднее знамя чахарского правого крыла».

## История
При империи Мин здесь кочевали чахары. При империи Цин на этих землях были поселены чахары чисто-жёлтого знамени.
После Синьхайской революции эти земли вошли в состав провинции Суйюань, но монголы сохранили традиционную структуру управления. Во время гражданской войны в Китае в 1948 году восточная часть провинции Суйюань оказалась под контролем коммунистов, и на территории четырёх хошунов было создано коммунистическое правительство.
После образования КНР в 1950 году Центральный хошун, а также хошуны чисто-красного, чисто-жёлтого, красного с каймой и синего с каймой знамени были объединены в единый хошун. В 1954 году на землях бывшего хошуна чисто-жёлтого знамени был создан хошун Чахар-Юицяньци. В 1957 году был ликвидирован уезд Цзинин, и его неурбанизированная часть была присоединена к территории хошуна.

## Административное деление
Хошун Чахар-Юицяньци делится на 5 посёлков и 3 волости.